# Lutek (pueblo)
Lutek [pronunciación en polaco: /ˈlutɛk/] (en alemán: Luttken) es un pueblo en el distrito administrativo de Gmina Olsztynek, dentro del Distrito de Olsztyn, Voivodato de Varmia y Masuria, en el norte de Polonia. Se encuentra aproximadamente 7 kilómetros al sur de Olsztynek y 32 kilómetros al sudoeste de la capital regional, Olsztyn.
Hasta 1945, el área era parte de Alemania (Prusia Oriental).
El pueblo tiene una población de 70 habitantes.